# Восемь райских садов (поэма)
«Восемь райских садов» — поэма-дастан (1301) индо-персидского поэта Амира Хосрова Дехлеви (1253—1325) на языке фарси, последняя и самая популярная часть его цикла «Пятёрица» («Хамсе»). Как и весь цикл, представляет собой ответ (назире) на творчество Низами (в данном случае — на поэму «Семь красавиц»).

## Сюжет
Начало повествования. Шах Бахрам — правитель огромной страны, перед которой трепещут и Запад, и Восток (его прототип — шах Бахрам Гур). Всю власть в государстве он доверил мудрецам, чтобы ничто его не отвлекало от веселья, пиров и охоты. Самая прекрасная из его жён — Деларам, чьё имя на персидском значит «успокоительница сердец»). Бахрам — самый меткий из охотников. Однажды ему надоело убивать онагров, и теперь, настигая их, он лишь метил их своим царским тавром. За это его прозвали Гурханом — «Владыкой онагров».
Бахрам и Деларам на охоте. Шах взял Деларам с собой на охоту. Дерзкая красавица, желая проверить его находчивость, просит его с помощью лука и стрел сделать газель-самца самкой, а самку — самцом. Он выполняет пожелание: отстреливает самцу рога и вонзает самке в голову две стрелы. «Но это искусство, а где ж чудеса?» — спрашивает кокетливая Деларам. Разгневанный Бахрам сбрасывает жену с коня и уезжает, оставляя её одну. Странствуя по пустыне, она приходит в отдалённое селение и остаётся жить у мудрого отшельника, который учит её игре на сазе. Деларам настолько хорошо усваивает его уроки, что молва о её музыкальном таланте разносится по всей стране. Под звуки её мелодий засыпают прекрасные газели. Довелось ей выступать и перед лицом Бахрама, не узнавшего её. Он скрывает своё удивление, говоря, что в этом искусстве нет ничего особенного. Деларам напоминает ему о его умении надевать газелям рога; Бахрам срывает покрывало с её лица, узнает свою жену и краснеет от стыда. Вымолив у неё прощение, он ведёт вернувшуюся жену к себе во дворец.
Возведение семибашенного дворца для семи красавиц из семи стран. Увлекшись охотой на онагров, Бахрам забросил все государственные дела. Его мудрый везир Нуман придумывает ловкий ход, который должен заставить Бахрама вернуться в столицу. Он замыслил привезти шаху семерых царевен из разных стран и построить для новых жён грандиозный дворец с семью куполами — по числу известных планет на небесах. Зодчий Шиде возводит прекрасный дворец, а в это время послы привозят прекрасных девушек из разных стран. Индийская, систанская, славянская, татарская, румийская, иракская и хорезмийская царевны поселяются в величественных покоях. Увидев это чудо, Бахрам забыл про охоту, отдался любви и щедро наградил верного везира.
Пребывание Бахрама в субботу во втором райском саду под чёрным куполом и рассказ индийской царевны. Облекшись в чёрные одежды, Бахрам идёт в чёрную часть дворца к индийской царевны. Вкусив любви и захмелев от вина, он припал к изголовью кровати. Царевна решила рассказать ему перед сном сказку трёх сыновьях великого царя, который решил уберечь их от соблазна власти и отправил в далёкое путешествие. В дороге они встретили арапа, который потерял своего верблюда. Угадав по следам его приметы, они в точности описали облик животного его хозяину. Не разобравшись, что к чему, арап объявил их грабителями и потащил в суд. По распоряжению царя того города их бросили в темницу, однако, когда животное нашлось, отпустили. Царь, изумлённый мудростью братьев-чужестранцев, приглашает их к столу и оставляет наедине друг с другом. Разговорившиеся братья беседуют о том, что вино, которое они пьют, — человечья кровь, барашек, которого они едят, вскормлен собакой, а сам султан рождён от повара. Эти речи слышит султан; в гневе он допрашивает винодела и чабана. Первый подтверждает, что виноград рос на бывшем кладбище, второй — что овцу задрал волк и новорожденного ягнёнка пришлось подсунуть обычной суке. Удалось царю и выведать у своей матери, что некогда она действительно забеременела от дворцового повара. Потрясённый царь награждает мудрых братьев и отпускает их домой к отцу.
Пребывание Бахрама в воскресенье в третьем райском саду под шафрановым куполом и рассказ систанской царевны. Облачившись в одежды шафранового цвета, Бахрам идёт к систанской царевне, которая рассказывает ему историю о Хасане — ювелире из Хорасана (распространённый на Востоке сюжет; он в точности повторяется и в одной из глав известной на русском языке персидской новеллы «Сказки попугая»). Ему был заказан золотой слон огромных размеров; заказ, данный царём, Хасан выполняет, однако утаивает большую часть данного ему золота: внутри слон просто железный. Один из завистников подговаривает свою жену узнать у супруги Хасана, как взвесить громадного золотого слона. Болтливая жена после бурных любовных объятий выведывает у мужа, как выполнить столь сложную задачу, и рассказывает всё подосланной супруге завистника. Секрет состоял в следующем: слона надо погрузить на корабль, отметить при этом глубину погружения судна, а затем добиться такого же уровня погружения с помощью груды щебня, которую нетрудно взвесить по частям. Узнав об обмане, царь сажает ювелира в тюремную башню. Жена помогает Хасану выбраться из заточения (с помощью каната, подтянутого хитроумным Хасаном к своему окну на шёлковой нитке), однако, зацепив канат за крюк и прыгнув вниз, ювелир забрасывает уцепившуюся за другой конец каната женщину в свою тюремную камеру и оставляет её там в наказание за её болтливость. Поражённый находчивостью Хасана, царь прощает его и берёт к себе на службу.
Пребывание Бахрама в понедельник в четвёртом райском саду под зелёным куполом и рассказ славянской царевны
Пребывание Бахрама во вторник в пятом райском саду под алым куполом и рассказ татарской царевны
Пребывание Бахрама в среду в шестом райском саду под сиреневым куполом и рассказ румийской царевны
Пребывание Бахрама в четверг в седьмом райском саду под куполом сандалово-красного цвета и рассказ иракской царевны
Пребывание Бахрама в пятницу в восьмом райском саду под белым куполом и рассказ хорезмийской царевны
Исчезновение Бахрама в подземелье

## Walters Art Museum Manuscript W.624
Манускрипт W.624 из музея Уолтерса был написанным в XVI веке в Лахоре Мохамадом Хусейном аль-Кашмири.
- Царевны с Бахрамом.
- История о Хасане.
- Рассказ румийской царевны, Metropolitan Museum of Art[2].
- Бахрам в седьмом райском саду.
- Рассказ хорезмийской царевны.

## Поэма Амира Хосрова в истории культуры
Поэма «Восемь райских садов» была переведена на русский язык А. М. Ревичем (издана дважды: в 1975 и 2002 году).